# Xã Hinton, Michigan
Xã Hinton (tiếng Anh: Hinton Township) là một xã thuộc quận Mecosta, tiểu bang Michigan, Hoa Kỳ. Năm 2010, dân số của xã này là 1.126 người.